# Mark Bosnich
Mark Bosnich, né le 13 janvier 1972 à Sydney, est un footballeur international australien évoluant au poste de gardien de but.

## Biographie
Formé aux Sydney Croatia, il rejoint Manchester United en 1989 alors qu'il n'a que 16 ans. Il reste trois saisons dans le club mancunien durant lesquelles il ne disputera que trois rencontres avec l'équipe première.
Le club de Birmingham Aston Villa décide de le relancer en 1992. Il confirme alors tous les espoirs placés en lui en s'imposant rapidement comme le titulaire inamovible au poste de gardien dans son équipe. Au cours de ses sept saisons passées à Aston Villa, il s'affirme comme un des meilleurs spécialistes de son poste du championnat d'Angleterre et remportera deux League Cup en 1994 et 1996.
Le 12 octobre 1996 lors de la rencontre entre Tottenham et Aston Villa, il répond aux provocations des supporters de Tottenham par un salut nazi. Le joueur présente ses excuses mais la justice anglaise le condamne à une amende de 1 000 livres sterling,,.  
Il est recruté en 1999 par son ancien club, Manchester United, pour remplacer l'emblématique Peter Schmeichel sur le départ. Il remporte alors la Coupe intercontinentale 1999. Un manque de forme et des performances inégales le conduisent cependant rapidement sur le banc des remplaçants au profit de Fabien Barthez.
Le 18 janvier 2001, il quitte Manchester United d'un commun-accord. Libre de tout contrat, il s'engage aussitôt avec Chelsea où il tente de relancer sa carrière. 
Mais il est rapidement poussé vers la sortie à cause d'une addiction à la cocaïne, et de prises de positions politiques très tranchées.
Sans club depuis 2003, il fait son retour sur les terrains en 2008. Il effectue une pige au Central Coast Mariners FC puis il signe au Sydney Olympic FC en 2009.
En sélection australienne, il a engrangé 17 capes avant d'être remplacé au poste de gardien titulaire par Mark Schwarzer en 2000. Bosnich a marqué un but sur penalty avec son équipe nationale lors d'une victoire 13-0 contre les Îles Salomon.
Le mai 2014, à Sydney, il est impliqué dans un accident de la circulation avec un cycliste,. Il plaide coupable, et est condamné à un an « de bonne conduite »,.

## Palmarès
Il est élu Footballeur océanien de l'année 1997.